# Arwen Linnemann
Arwen Linnemann is een Nederlandse bassiste en docent Engelse taal. Ze speelt basgitaar en contrabas.
Na beëindiging van haar conservatoriumstudie speelde Linnemann als sessiemuzikante bij verschillende projecten. Sinds 2018 werkt ze als docent Engelse taal in het vervolg onderwijs. 

## Nits
In 1997 werd ze bassiste van de Nederlandse groep Nits. Ze zong op het album Alankomaat (1998) en speelde op het album Wool (2000). Tot 2002 toerde ze uitgebreid met de Nits door heel Europa.
Eind 2003 werd Linnemann moeder en besloot ze niet deel te nemen aan de volgende Nits-tournee.

## Ho Orchestre
Later bleek dat ze de Nits definitief had verlaten. In 2003 werkt ze samen met Nits-zanger Henk Hofstede en oud-Nits collega Laetitia van Krieken in het Ho Orchestre, waarvan in 2005 een live-cd uitgebracht werd op het kleine Zwitserse label Faze.

## Avalanche Quartet
In 2005 werkt zij mee aan de cd Leonard Cohen Yesterday's Tomorrow van Henk Hofstede. De cd werd uitgegeven bij de Nederlandstalige versie van het boek Yesterdays Tomorrow van Marc Hendrickx. Zij touren dat jaar en in 2006 samen met Marjolein van der Klauw en Pim Kops onder de naam het Avalanche Quartet door Nederland, Zwitserland en Frankrijk. In 2007 komt hun album Leonard Cohen Songs uit.
In 2013 komt een vervolg met Cohen-songs uit onder de naam Rainy Night House, waarvan de titelsong echter geschreven is door Joni Mitchell.
Naar aanleiding van Cohens overlijden in november 2016 gaf het kwartet in maart 2017 een paar concerten ter ere van hem. Een concert met verschillende artiesten die Cohen-liederen zongen in een Nederlandse vertaling vond plaats in De Kleine Komedie in Amsterdam. Het concert is uitgebracht op cd en vinyl.

## Overige projecten
Arwen Linneman maakte eind jaren 90 en begin jaren 2000 deel uit van Gea Russell & Company. Ook werkte ze als sessiemuzikant zoals met het Combo van Ad Vanderveen (in 2006), met Rick Treffers (2007), Divera (Vera van der Poel)(2012) en in Hula Blues, een project van John Buijsman over de Kilima Hawaiians in 2015.
In 2017 verscheen de cd Light van het trio Kroonenberg, Linnemann & van der Zalm.

## Persoonlijk
Arwen Linnemann is de dochter van Frits Linnemann.
Frits Linnemann was oprichter van de Endatteme Jugband, waarin Arwen meespeelde van 1993 tot 1996. Ze is de echtgenote van toetsenist Roel Spanjers met wie ze 1 zoon heeft gekregen. Ze heeft ook een zoon uit een eerdere relatie.